# Maximilian von Weichs
Maximilian von Weichs, de son nom complet Maximilian Maria Joseph Karl Gabriel Lamoral baron von Weichs zu Glon (12 novembre 1881 à Dessau, 27 juin 1954 au château de Rösberg) était un maréchal du IIIe Reich (Generalfeldmarschall).
En 1944, Maximilian von Weichs commandait le Groupe d'armées F dans les Balkans. Il supervisait la retraite allemande de la Grèce et la majeure partie de la Yougoslavie. Au cours du Procès de Nuremberg, Maximilian von Weichs fut accusé de crimes de guerre et devait participer au Procès des otages. Cependant, son nom fut retiré de la liste des accusés pour raisons médicales et il ne fut pas jugé.

## Biographie
Fils d'un colonel d'armée, il est né dans une famille noble (de) à Dessau. Il entre dans le 2e régiment de cavaliers lourds (de) en 1901 et combat avec pendant la Première Guerre mondiale. De 1915 à 1918, il sert dans l'état-major du 3e corps d'armée bavarois. Après la guerre, il reste dans la Reichswehr nouvellement formée, il y occupe diverses positions à l'état-major et devient plus tard instructeur. En octobre 1937, il devient le commandant du nouveau 13e corps d'armée et de la nouvelle XIIIe région militaire qui occupe la nouvelle région des Sudètes. Pour l'invasion de la Pologne, il est  à la tête de son corps d'armée.
Après la capitulation de la Pologne, et en préparation de la bataille de France, il est nommé commandant en chef de la 2e armée, qui appartient au groupe d'armées A de Gerd von Rundstedt dans l'ouest. On lui attribue la croix de fer pour ses succès lors de la campagne de France et il est promu au rang de Generaloberst. Von Weichs participe à la campagne des Balkans avec son corps d'armée et il est placé à la tête de la 2e armée du groupe d'armées Centre de Fedor von Bock, en préparation à l'opération Barbarossa, l'invasion de l'Union soviétique. Il dirige la 2e armée, en 1941, lors de la bataille de Kiev et de la bataille de Smolensk, puis sur Viazma et Briansk.
En 1942, pour l'opération Fall Blau, Weichs se voit assigner le commandement du groupe d'armées B nouvellement formé, constitué de la 2e armée, de la 4e armée Panzer d'Hermann Hoth, de la 2e armée hongroise, de la 8e armée italienne et de la 6e armée de Friedrich Paulus, dont la tâche consiste à s'emparer de la ville de Stalingrad et à couvrir un front d'environ 800 km. Il est nommé Generalfeldmarschall le 1er février 1943.

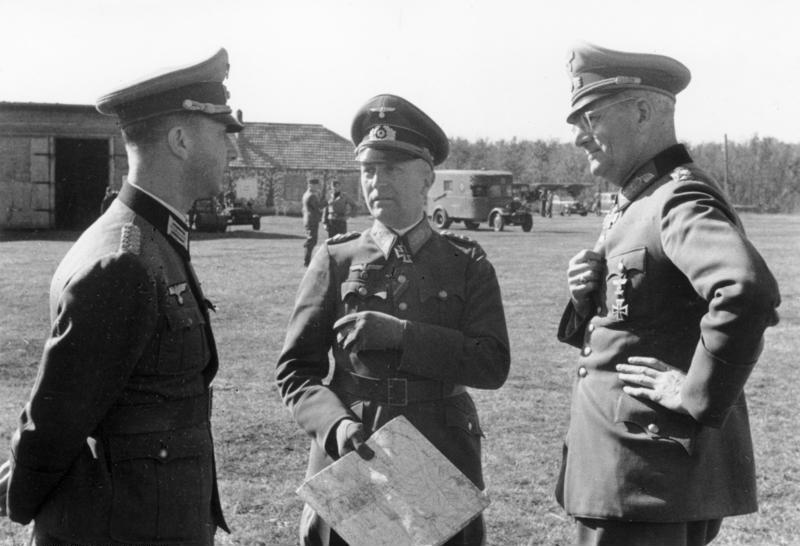
Maximilian von Weichs (à droite) avec le général Hans von Greiffenberg, Russie, 23 septembre 1942

Von Weichs prévient que ses lignes sont trop étirées, mais Hitler l'ignore. Les craintes de von Weichs se matérialisent lorsque les Soviétiques écrasent les armées italienne, hongroise et roumaine sur ses flancs, lors de l'opération Uranus, prenant au piège la 6e armée à Stalingrad. Von Weichs suggère un repli et s'attire la désapprobation d'Hitler. En conséquence, on lui retire le commandement d'une partie du groupe d'armées B pour former le nouveau groupe d'armées Don, dirigé par Erich von Manstein. Plus tard, en février, le reste du groupe d'armées B est fusionné au groupe d'armées Don pour former le groupe d'armées Sud, dirigé également par von Manstein. Von Weichs est placé dans la Führerreserve.
En août 1943, alors que la situation des Allemands est de plus en plus désespérée, von Weichs est nommé commandant du groupe d'armées F dans les Balkans, pour bloquer une éventuelle invasion des Alliés, cette région étant considérée comme le point faible du territoire contrôlé par l'Allemagne, car des groupes de partisans locaux s'y battent et gagnent en force. À la fin de 1944, il supervise le repli allemand de la Grèce et de la majeure partie de la Yougoslavie.
Alors que l'Allemagne nazie s'effondre, von Weichs est mis à la retraite le 25 mars 1945 et il est arrêté par les troupes américaines en mai. Lors des procès de Nuremberg, von Weichs est accusé de crimes de guerre perpétrés lors de la répression des partisans, mais son affaire est retirée du procès des otages à cause de problèmes de santé et il ne répondra donc pas de cette accusation devant un  tribunal.
Il meurt au château de Rösberg (de) près de Bonn le 27 juin 1954.

## Promotions
| Fahnenjunker           | 15 juillet 1900   |
| Leutnant               | 12 mars 1902      |
| Oberleutnant           | 3 mars 1911       |
| Hauptmann              |                   |
| Major                  | 1er février 1921  |
| Oberstleutnant         | 1er février 1928  |
| Oberst                 | 1er novembre 1930 |
| Generalmajor           | 1er avril 1933    |
| Generalleutnant        | 1er avril 1935    |
| General der Kavallerie | 1er octobre 1936  |
| Generaloberst          | 19 juillet 1940   |
| Generalfeldmarschall   | 1er février 1943  |

## Décorations
- Croix de fer (1914)[1]
  - 2e classe
  - 1re classe
- Ordre du Mérite militaire (Bavière) 4e classe avec glaives[1]
- Agrafe de la croix de fer (1939)
  - 2e classe
  - 1re classe
- Médaille du front de l'Est
- Croix de chevalier de la croix de fer avec feuilles de chêne
  - Croix de chevalier le 29 juin 1940 en tant que General der Kavallerie et commandant de la 2. Armee
  - 731e feuilles de chêne le 5 février 1945 en tant que Generalfeldmarschall et commandant du Oberbefehlshaber Südost
- Mentionné 7 fois dans le bulletin radiophonique Wehrmachtsbericht (11 avril 1941, 7 août 1941, 23 septembre 1941, 18 octobre 1941,  19 octobre 1941, 10 septembre 1943, 19 janvier 1944)